# Зырянка (деревня, Новосибирск)
Зыря́нка — деревня, предположительно существовавшая возле одноимённой речки на территории современного Советского района Новосибирска. Дата основания неизвестна.

## История
Зырянка предположительно располагалась на месте современного Центрального сибирского ботанического сада. По всей вероятности имя поселению дала речка Зырянка. На военной карте Новониколаевской губернии 1924 г. близко к этому месту (с другой стороны речки) указана заимка Чайкиной.

## Кладбище
На территории ботанического сада находится заброшенное кладбище Зырянки 54°49′04″ с. ш. 83°06′40″ в. д..
После исчезновения деревни здесь продолжали появляться новые захоронения. Сохранились ограждения и памятники могил, последние из которых датируются 1960–1970 годами.